# حسين الجويهر
حسين الجويهر، لاعب كرة قدم سعودي، لعب سابقاً في أندية الفتح و النصر و النهضة .